# Тріскова
Тріско́ва (рос. Трескова) — присілок у складі Махньовського міського округу Свердловської області.
Населення — 75 осіб (2010, 83 у 2002).
Національний склад населення станом на 2002 рік: росіяни — 94 %.